# Amaranthus scariosus
Amaranthus scariosus är en amarantväxtart som beskrevs av George Bentham. Amaranthus scariosus ingår i släktet amaranter, och familjen amarantväxter. Inga underarter finns listade i Catalogue of Life.